# Гіндутва
Гіндутва (санскр. हिन्दुत्व, буквально «індуство») — політична ідеологія, що охоплює культурне обґрунтування індуїстського націоналізму. Це слово було популяризоване Вінаяком Дамодаром Саваркаром у 1923 році. Ця індуїстська ідеологія була описана як форма правої політики і «майже фашистська у класичному розумінні», дотримуючись суперечливої концепції однорідної більшості та культурної гегемонії. Деякі заперечують фашистський ярлик і припускають, що Гіндутва є крайньою формою «консерватизму» або «морального абсолютизму».
Після обрання Нарендри Моді прем'єр-міністром у 2014 році Гіндутва потрапила в основну течію індійської політики.